# 少孔裸鳚
少孔裸鳚，為輻鰭魚綱鱸形目绵鳚亞目绵鳚科的其中一種，分布於西北太平洋的鄂霍次克海及白令海海域，屬底棲性魚類，棲息深度在水深40至275公尺，體長可達13.6公分，生活習性不明。

## 扩展阅读
維基物種上的相關：少孔裸鳚